# Каразаева, Ольга Николаевна
Ольга Николаевна Каразаева (дев. Митрофанова; (17 июня 1957, Алатырь, Чувашская АССР, СССР — 17 июня 2020, Новосибирск) — советская российская спортсменка, тренер по плаванию. Заслуженный тренер РСФСР.

## Биография
Родилась 17 июня 1957 года в городе Алатырь Чувашской АССР.
Впервые пошла плавать в бассейн «Спартак» в семь лет. В возрасте 14 лет её приглашают тренироваться в спортивном центре в Ленинграде, тренер — Ероцкий Генрих Владимирович. Чемпионка и призёр чемпионата СССР в составе сборной Ленинграда в возрасте 16-17 лет.
В 1976 перешла на плавание в ластах.
В 1978 году окончила Институт им. П. Ф. Лесгафта и вышла замуж за тренера сборной СССР Каразаева Юрия Николаевича.
За время работы тренером подготовила несколько чемпионов мира и Европы — Сергей Ахапов, Лариса Бутенко, Анастасия Каразаева и Екатерина Каразаева.
17 июня 2020 года в возрасте 63 лет скончалась в областной больнице города Новосибирск.

### Семья
Супруг: Каразаев Юрий Николаевич
Дети: Каразаева Анастасия Юрьевна, Каразаева Екатерина Юрьевна.